# Baptist Union of Wales
Die Baptist Union of Wales (Baptistenunion von Wales – walisisch: Undeb Bedyddwyr Cymru) ist ein Zusammenschluss baptistischer Gemeinden in Wales.

## Geschichte
Hugh Evans, ein Pfarrer der General Baptists, war um das Jahr 1646 einer der ersten Baptisten, die in Wales predigten. Die erste Gemeinde wurde 1649 von John Miles (1621–1683) und Thomas Proud in Ilston gegründet, die beide den Particular Baptists in London angehörten. Die erste Generalversammlung walisischer Baptisten wurde 1650 von drei Gemeinden abgehalten.
1866 wurde ein Nationalverband der Baptistengemeinden in Wales gegründet. Einer der wichtigsten walisischen Prediger war Christmas Evans (1766–1838).

## Statistik, Organisation und Sprache
1995 gehörten der Baptist Union of Wales 544 Gemeinden mit 25.384 Mitgliedern an. 146 der Gemeinden mit 9.552 Mitgliedern waren auch in der Baptist Union of Great Britain vertreten. Die Verwaltungszentrale der Union hat ihren Sitz in Carmarthen.
Die Baptist Union of Wales ist Mitglied
- der Europäisch-Baptistischen Föderation
- und des Baptistischen Weltbundes.
- The Evangelical Alliance Wales, The Free Church Council, Cytûn (Churches Together in Wales) (siehe: Evangelische Allianz)

Zahlreiche Gemeinden der Union feiern ihre Gottesdienste in walisischer Sprache.